# Tripogandra grandiflora
Tripogandra grandiflora är en himmelsblomsväxtart som först beskrevs av John Donnell Smith, och fick sitt nu gällande namn av Robert Everard Woodson. Tripogandra grandiflora ingår i släktet Tripogandra och familjen himmelsblomsväxter. Inga underarter finns listade.